# Galway Girl
Galway Girl è un singolo del cantautore britannico Ed Sheeran, pubblicato il 7 aprile 2017 come terzo estratto dal quinto album in studio ÷.

## Descrizione
Sesta traccia dell'album, si tratta di un brano pop influenzato dalla musica tradizionale di origine irlandese che è stato composto in collaborazione con il gruppo folk Beoga, il quale ha utilizzato parti del brano Minute 5, prodotto dalla band stessa e tratto da How to Tune a Fish.
In un'intervista al The Irish Times, Sheeran ha affermato che la frase d'apertura «She played the fiddle in an Irish band» è ispirata da Niamh Dunne dei Beoga, ma il resto è tutto inventato e non basato su qualcuna in particolare; lo stesso ha inoltre aggiunto che ha dovuto combattere con la sua etichetta discografica per mantenere il brano nell'album, in quanto l'etichetta non riteneva accattivante la musica popolare.

## Accoglienza
Amy Mulvaney dell'Irish Independent ha dato una recensione positiva al brano, definendolo «la prova definitiva di quanto Ed ami l'Irlanda».

## Video musicale
L'11 aprile 2017 Sheeran ha registrato il video musicale di Galway Girl a Galway, in Irlanda, con l'attrice irlandese Saoirse Ronan. Il video è stato caricato sul suo canale YouTube il 3 maggio dello stesso anno.

## Tracce
1. Galway Girl (Martin Jensen Remix) – 3:16

## Successo commerciale
La canzone è entrata nella Official Singles Chart al secondo posto dietro Shape of You appena è diventata disponibile per il download con l'uscita dell'album. Il singolo ha venduto 445 000 copie nel Regno Unito a partire da aprile 2017.
In Irlanda ha debuttato al primo posto nella relativa classifica.

## Classifiche

### Classifiche settimanali
| Classifica (2017) | Posizione massima |
| ----------------- | ----------------- |
| Australia         | 2                 |
| Austria           | 6                 |
| Belgio (Fiandre)  | 2                 |
| Belgio (Vallonia) | 4                 |
| Canada            | 16                |
| Danimarca         | 2                 |
| Finlandia         | 9                 |
| Francia           | 15                |
| Germania          | 5                 |
| Irlanda           | 1                 |
| Italia            | 14                |
| Norvegia          | 4                 |
| Nuova Zelanda     | 13                |
| Paesi Bassi       | 6                 |
| Polonia           | 21                |
| Portogallo        | 11                |
| Regno Unito       | 2                 |
| Repubblica Ceca   | 4                 |
| Slovacchia        | 6                 |
| Spagna            | 30                |
| Stati Uniti       | 53                |
| Svezia            | 3                 |
| Svizzera          | 7                 |
| Ungheria          | 3                 |

### Classifiche di fine anno
| Classifica (2017) | Posizione |
| ----------------- | --------- |
| Australia         | 7         |
| Austria           | 9         |
| Belgio (Fiandre)  | 4         |
| Belgio (Vallonia) | 11        |
| Brasile           | 107       |
| Canada            | 30        |
| Croazia           | 13        |
| Danimarca         | 3         |
| Germania          | 10        |
| Islanda           | 30        |
| Italia            | 14        |
| Norvegia          | 21        |
| Nuova Zelanda     | 10        |
| Paesi Bassi       | 27        |
| Regno Unito       | 5         |
| Svezia            | 9         |
| Svizzera          | 12        |